# Schubert Theater

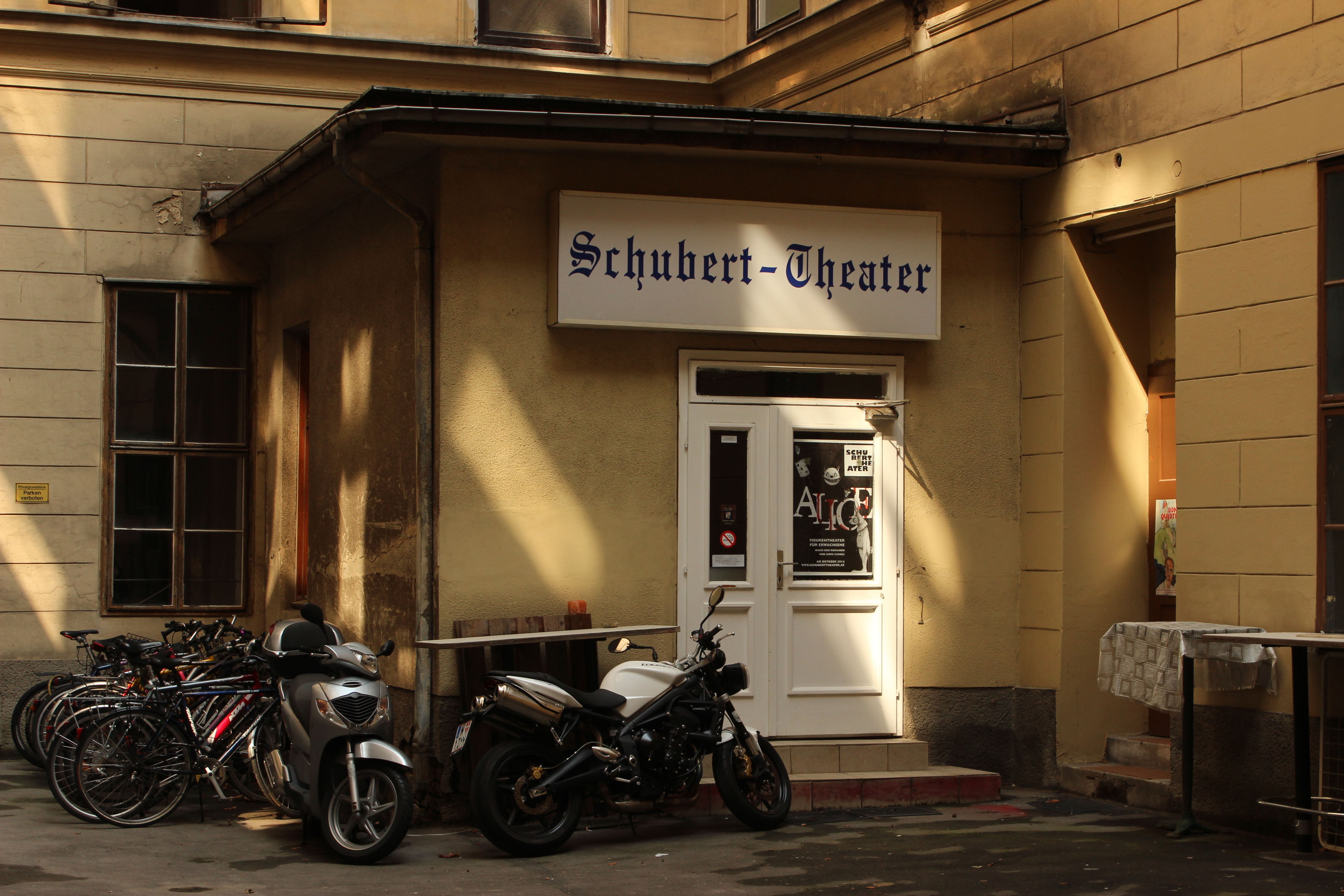
Eingang des Schubert Theaters

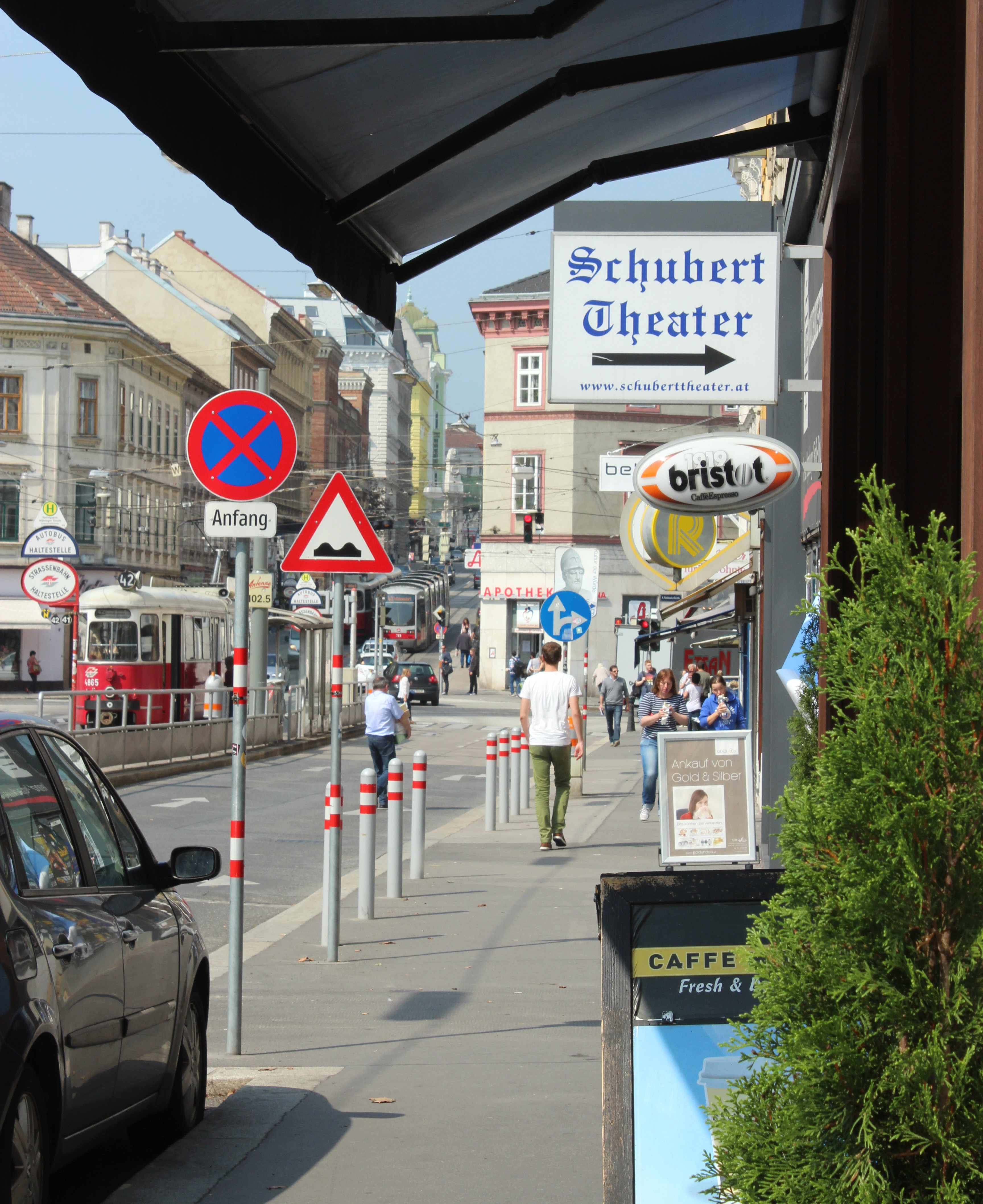
Schild in der Währinger Straße

Das Schubert Theater ist ein kleines Theater im 9. Wiener Gemeindebezirk Alsergrund mit etwa 180 Vorstellungen pro Saison. Der Schwerpunkt des Theaters liegt auf dem Figurentheater. Es wird von Simon Meusburger und Lisa Zingerle geleitet. 

## Geschichte
In den 1920er Jahren wurde am Standort des heutigen Schubert Theaters das Schubert Kino, eines der ersten Wiener Kinos, gegründet. Cissy Kraner, damals noch weniger bekannt, trat damals häufig vor dem Hauptfilm auf.
Mit den 1960er Jahren kam eine wirtschaftliche Flaute auf das Schubert Kino zu, die zur Folge hatte, dass das Kino zum Erotikkino umfunktioniert wurde. Dies brachte erneut Geld in die Kassen, so dass ein eigenes Filmstudio betrieben werden konnte. In den 1980er Jahren bekam das Schubert Kino Konkurrenz durch das Währinger Gürtel Kino, was erneut zu wirtschaftlichen Schwierigkeiten führte. Ende der 1990er Jahre ging das Schubert Kino endgültig in Konkurs.
In den Folgejahren wechselte das Haus in der Währinger Straße mehrmals seine Funktion wie auch den Namen. So war es zeitweilig Puppenbühne, Probenbühne des Theaters Drachengasse und trug den Namen le petit, bis es schließlich in Schubert Theater umgetauft wurde. Der heutige künstlerische Direktor Simon Meusburger übernahm ab Sommer 2007 die Leitung. Mit Nikolaus Habjan kam ein Puppenspieler ans Theater, der am 22. Oktober 2008 mit Schlag sie tot debütierte.

## Skandal um Becoming Peter Pan
2010 schrieb Simon Meusburger Becoming Peter Pan – An Epilogue to Michael Jackson, ein Ein-Mann-Puppenstück, das Nikolaus Habjan mit einer Klappmaulpuppe, die Michael Jackson darstellt, auf die Bühne bringen sollte. Einige Mitglieder von Michael-Jackson-Internetforen reagierten darauf empört. Bald wurden die Homepage des Projektes sowie Habjans persönliche E-Mail-Adresse mit Protesten überflutet. Nachdem auch eine Morddrohung folgte, fand die Premiere von Becoming Peter Pan unter Polizeischutz statt. Nach der Aufführungen zogen die meisten der aufgebrachten Fans ihre Kritik zurück, ebenso wie die Verfasserin der Morddrohung.

## Stück über Friedrich Zawrel
Das Puppenstück F. Zawrel – erbbiologisch und sozial minderwertig basiert auf Interviews mit Friedrich Zawrel, einem Überlebenden des Kinder-Euthanasie-Programms in der Anstalt Am Spiegelgrund, und seinem Peiniger, dem NS-Arzt Heinrich Gross, dem er vor Gericht als Gutachter wiederbegegnete. Es erhielt im November 2012 den Nestroypreis als beste Off-Produktion.